# 白岩裕之
白岩 裕之（しらいわ ひろゆき、1956年 - ）は、日本の実業家。元テレビ信州代表取締役社長、元日本テレビアナウンサー。

## 経歴・人物
新潟県長岡市出身。新潟県立長岡高等学校、筑波大学第二学群人間学類を卒業後、1979年に日本テレビ入社。同期に土屋敏男、田中晃、丸山公夫がいる。
アナウンサー時代は、ニュースやスポーツ実況（主にサッカー・陸上競技の実況を担当）などで活動した。当時フジテレビアナウンサーの山村美智は土屋の大学時代からの友人であったため、当時日本テレビアナウンサーだった白岩は山村と共に土屋の結婚式の司会を務めたこともある。
その後英国放送協会出向、人事局次長・人事部長、メディア戦略局IT推進センター長・IT推進兼情報セキュリティ推進事務局長・IT推進部長、日テレ7常務取締役、日テレ7代表取締役社長（2009年12月）、フォアキャスト・コミュニケーションズ代表取締役社長（2011年7月）、テレビ信州常務取締役（2014年6月）、同専務取締役（2016年6月）を経て、2016年7月から2022年6月まで同社長を務めた 。

## アナウンサー時代の担当番組
- サッカー、陸上競技、テニス中継
- NNNきょうの出来事（1990年4月 - 1991年3月、月曜 - 木曜ニュースキャスター）
- アメリカ横断ウルトラクイズ（第3回・第6回　コンピューター予想）
- おはよう!サタデーOMOTAME情報局
- スポーツニュース（1984年 - 1987年頃、土曜・日曜)
- NNN朝のニュース（月曜、上記期間）